# Ardennes
Ardennes este un departament în nord-estul Franței, situat în Champagne, în regiunea Grand Est. Este unul dintre departamentele originale ale Franței create în urma Revoluției din 1790. Este numit după Munții Ardeni a căror parte semnificativă se află pe teritoriul departamentului. În această zonă au avut lupte intense în ambele războaie mondiale.

## Localități selectate

### Prefectură
- Charleville-Mézières

### Sub-prefecturi
- Rethel
- Sedan
- Vouziers

### Alte orașe
- Revin

## Diviziuni administrative
- 4 arondismente;
- 37 cantoane;
- 463 comune;